# Ла Мадонина (Милано)
Ла Мадонина је насеље у Италији у округу Милано, региону Ломбардија.
Према процени из 2011. у насељу је живело 19 становника. Насеље се налази на надморској висини од 99 м.